# Chaetonotus larus
Chaetonotus larus is een buikharige uit de familie Chaetonotidae. De wetenschappelijke naam van de soort werd, als Trichoda larus, in 1773 voor het eerst geldig gepubliceerd door O.F. Müller. De soort wordt in het ondergeslacht Chaetonotus geplaatst en is het type van dit geslacht.